# Чякайтис, Вигантас
Вигантас (Владимир) Чякайтис (лит. Vygantas Čekaitis; 28 марта 1961, Каунас — 22 июня 2008, там же) — советский литовский гребец-каноист, выступал за сборную СССР в конце 1970-х — начале 1980-х годов. Серебряный и бронзовый призёр чемпионатов мира, двукратный чемпион Советского Союза, победитель регат республиканского и всесоюзного значения. На соревнованиях представлял спортивное общество «Труд», мастер спорта международного класса.

## Биография
Родился 28 марта 1961 года в городе Каунасе Литовской ССР. Активно заниматься греблей начал в раннем детстве, проходил подготовку в каунасском спортивном обществе «Труд».
Первого серьёзного успеха добился в 1978 году, когда в программе эстафеты 4 × 500 м одержал победу на чемпионате Литвы. Год спустя выиграл республиканское первенство сразу в трёх дисциплинах и побывал на молодёжном чемпионате Европы в финском Тампере, откуда привёз две награды золотого достоинства, выигранные в двойках на пятистах и тысяче метрах.
Одним из самых успешных сезонов в спортивной карьере Чякайтиса стал сезон 1981 года: в каноэ-двойках он дважды выиграл чемпионат Советского Союза, вместе с напарником Эдемом Мурадасиловым обогнал всех соперников на дистанциях 500 и 10000 метров. Благодаря череде удачных выступлений удостоился права представлять страну на чемпионате мира в английском Ноттингеме, где с тем же Мурадасиловым в итоге завоевал бронзовую медаль в километровой гонке и серебряную в полукилометровой. Впоследствии ещё в течение нескольких лет продолжал принимать участие в регатах республиканского и всесоюзного значения, хотя существенных достижений уже не добивался. За выдающиеся спортивные достижения удостоен почётного звания «Мастер спорта СССР международного класса».
В 1985 году окончил Литовский институт физического воспитания, затем после завершения спортивной карьеры работал тренером по гребле на байдарках и каноэ.
Умер 22 июня 2008 года в Каунасе.